# 吉林师范大学附属梅河口育才中学
吉林师范大学附属梅河口育才中学，简称“梅河口市育才中学”，是一所位于中华人民共和国吉林省梅河口市的一所全日制公立初级中学，其前身为梅河口市教育园区实验初级中学。该校由梅河口市政府与吉林师范大学基础教育集团合作创办，是梅河口市未来教育集团、吉林师范大学基础教育集团的成员校。
吉林师范大学附属梅河口育才中学占地面积123444平方米，建筑面积53209.33平方米。